# Organizzazione dei Paesi Arabi Esportatori di Petrolio
L'Organizzazione dei Paesi Arabi Esportatori di Petrolio (in inglese Organization of Arab Petroleum Exporting Countries, nota anche come OAPEC) è un'organizzazione internazionale, con sede in Kuwait, che coordina le politiche energetiche sul petrolio tra i paesi arabi.